# Friedrich Cloos
Friedrich Sigmund Cloos, Spitzname Fritz Cloos, (* 1. Mai 1909 in Brassó (deutsch Kronstadt), Königreich Ungarn, Österreich-Ungarn; † 3. Mai 2004 in Waakirchen) war bis zum Ende des Zweiten Weltkriegs Leiter der nationalsozialistischen Deutschen Arbeiterorganisation Rumäniens und von 1961 bis 1987 Auslandsagent des rumänischen Geheimdienstes Securitate in Westdeutschland.

## Leben

### In der Erneuerungsbewegung der Zwischenkriegszeit
Der als Arbeitersohn geborene Friedrich Cloos gehörte dem radikal-nazistischen Flügel der nationalsozialistischen Erneuerungsbewegung der Deutschen in Rumänien seit ihrer Anfangszeit an. Nach der Gründung der Nationalsozialistischen Selbsthilfebewegung der Deutschen in Rumänien (NSDR) im Jahr 1932 durch Fritz Fabritius wurde Cloos nach einer durchlaufenen Schulung am 3. Februar 1933 zum Truppführer der Selbsthilfe Arbeitsmannschaft (SA) ernannt. Das Arbeitslager in Cincu (Groß-Schenk), das die SA im Oktober 1933 abhielt, stand unter Cloos' Leitung. 1934 wurde Cloos zum Gaujugendführer der Organisation ernannt. Zusammen mit Pfarrer Arnold Roth zog er ab Juli 1934 von Brașov aus mit der Stefan-Ludwig-Rothschar in die siebenbürgischen Gemeinden und hielt Bibelstunden, Gottesdienste, Feier-, Jugend- und Singstunden außerhalb gewohnter Kirchengepflogenheiten und mit verkappter Propaganda für die nationalsozialistische Idee, womit er auf Konfrontationskurs mit der Evangelischen Landeskirche Augsburgischen Bekenntnisses in Rumänien ging.
Viktor Glondys, Bischof der Kirche, schrieb am 11. März 1934 in sein Tagebuch, dass „in Rohrbach […] die Stefan-Ludwig-Rothschar unter der Führung von Cloos für den Eintritt in die Nationale Erneuerungsbewegung der Deutschen in Rumänien (NEDR) gearbeitet [habe]“. Am 13. Juli 1934 fügte er hinzu: „Gaujugendführer Fritz Cloos führt Gespräche mit Bischof Glondys bezüglich des Verhältnisses zwischen der in Bruder- und Schwesternschaften organisierten Kirchenjugend und der auf NS-Grundlage im „allgemeinen Jugendbund“ organisierten Jugend.“ Am 23. August 1934 hielt er fest, dass „in einem Sonderheft der Arbeitsgemeinschaft für religiöse Jugendbetreuung (Fritz Cloos, Kronstadt) […] ein Angriff gegen Bischof Glondys erschienen“ war. Sein Eintrag vom 10. Dezember 1934 besagte, dass „in Leblang die Gendarmerie in die Kirche ein[drang], um eine Adventfeier der Stefan-Ludwig-Rothschar unter Berufung auf einen Auftrag des Präfekten zu sprengen. Der Präfekt habe erfahren, dass 20 Hitleristen aus Kronstadt eine Versammlung zum Zweck der Hitlerpropaganda halten wollten und den Auftrag gegeben, die Versammlung zu verhindern. Aus dem Bericht geht hervor, dass Fritz Cloos (Kronstadt) in der Kirche eine völkische Rede gehalten hat, auch Polony habe dort gesprochen.“ Vier Jahre später erkannte Glondys am 27. Dezember 1938, dass „[Fritz Cloos] […] sich in eine Lage versetzt [habe], die es unmöglich mache, ihm für die Jugendarbeit auch unsere evangelische Jugend anzuvertrauen.“
Nach der Abspaltung der radikalen Nationalsozialisten von der Nationalen Erneuerungsbewegung (NEDR) des Fritz Fabritius und der Gründung der Deutschen Volkspartei Rumäniens (DVR), die von Alfred Bonfert geleitet wurde, gehörte auch Friedrich Cloos als neuer „Landesjugendführer“ des DVR-Jugendamtes 1935 zu den engsten Mitarbeitern des radikalen Führers. Cloos unternahm wiederholt Reisen zu seinen SS-Auftraggebern der Volksdeutschen Mittelstelle (VoMi) in Berlin. Im Herbst 1938 erhielt Cloos den Auftrag des von der SS gesteuerten inneren Kreises um den späteren „Volksgruppenführer“ Andreas Schmidt, nach dem er maßgebende Reichsstellen über rumäniendeutsche Entwicklungen zu unterrichten hatte. Wegen ihres radikal-nazistischen Verhaltens wurden Alfred Bonfert und Waldemar Gust aus dem Verkehr gezogen und Friedrich Cloos zu weiterer Verwendung 1939 nach Berlin beordert. In der Zentrale der Deutschen Arbeitsfront (DAF) wurde er in Schulungen für einen zukünftigen Einsatz in der „Volksgruppenführung“ unterwiesen.

### In der Volksgruppenführung und im Zweiten Weltkrieg
Nach der Ernennung von Andreas Schmidt zum „Volksgruppenführer“ erfolgte im September 1940 die Gleichschaltung aller deutschen Einrichtungen in Rumänien. Mit der Gründung der NSDAP der Deutschen Volksgruppe in Rumänien (NSDAP der DViR) am 9. November 1940 wurde Cloos die rechte Hand von Schmidt und übernahm wichtige politische und organisatorische Positionen innerhalb der „Volksgruppenführung“. In diesem Jahr begann er mit dem Aufbau der Deutschen Arbeiterorganisation Rumäniens (DAR), bei dem das Kulturprogramm Kraft durch Freude als Anreiz für die Arbeiterschaft dienen sollte. Als Beauftragter für die deutsche Wirtschaft spielte er ab 1941 im Industriegebiet des Banater Berglands eine zentrale Rolle. Besonders unter den sozialdemokratisch und kommunistisch orientierten Arbeitern im dortigen Reșița regte sich Widerstand gegen die Gleichschaltung. Cloos wurde im März 1941 als Sonderbeauftragter in den neu geschaffenen Gau Bergland mit dem Ziel entsandt, den bestehenden Einfluss der Linken auszuschalten. Im Mai 1941 meldete die DAR noch 20.000 Mitglieder, im Jahr darauf bereits 61.000. Die Zunahme an Mitgliedern war jedoch unter Druck zustande gekommen; „Verweigerer“ hatten mit Repressalien auch durch die rumänische Geheimpolizei Siguranța zu rechnen. 1942 konstituierte das „Rechtsamt“ der „Volksgruppe“ einen „Völkischen Gerichtshof“; Cloos konnte als Leiter der DAR als „unzuverlässig“ eingestufte Arbeiter für den Kriegsdienst nominieren. Einem deutschen Gesandten fiel bei seinem Besuch auf, dass deutsche Arbeiterkinder unterernährt waren und beantragte eine Hilfsaktion. 1942 sanken die Zahlen der in der DAR organisierten Arbeiter, die bei den Hermann-Göring-Werken, der Organisation Todt und anderen kriegswichtigen Betrieben in Reșița beschäftigt waren, auf 54.000 Personen.
Cloos leistete im Sommer 1941 und im Herbst 1943 als Kriegsberichter Frontdienst in Transnistrien. Er veröffentlichte seine kriegsverherrlichenden Frontberichte im Parteiorgan Südostdeutsche Tageszeitung, dem Sprachrohr der Deutschen Volksgruppe in Rumänien. Ab 1941 war er stellvertretender Leiter der Presseabteilung der „Volksgruppe“, in zweiter Reihe hinter Propagandachef Walter May. Bei einer Kundgebung der DAR in Reșița hielt Cloos im April 1944 eine kriegerische und von Hasspropaganda gegen Juden erfüllte Rede.

### Im Untergrund und in Kriegsgefangenschaft
Am 16. August 1944 meldete Cloos in seiner Eigenschaft als Amtsleiter des Kreises Reșița „verdächtige Tendenzen“ für einen Einmarsch der Roten Armee ins Königreich Rumänien an den deutschen Botschafter Manfred von Killinger. Mit dem Beginn der Operation Jassy-Kischinew verlangte Cloos von den Arbeitern eine Ausweitung der Kriegsproduktion mit längeren Arbeitszeiten. Nach dem Königlichen Staatsstreich in Rumänien am 23. August 1944 ging Cloos in den Untergrund und beteiligte sich als Agent des Sicherheitsdienstes des Reichsführers SS (SD) an Widerstandsoperationen mit in Siebenbürgen verbliebenen Amtswaltern der ehemaligen „Volksgruppe“ und Mitgliedern der Legionärsbewegung im Rahmen der Operation Regulus, wozu mehrere Gruppen von Fallschirmjägern vorbereitet wurden, die Ende 1944 und Anfang 1945 zur Ausführung von Terror- und Sabotageaktionen hinter der Front in Rumänien landeten. Daneben hatten die Absprünge von gemischten Agentengruppen bestehend aus Legionären und Mitgliedern der „Volksgruppe“ konkrete Aufgaben wie
- die Kontaktaufnahme mit dem antisowjetischen Widerstand und den Agenten der nach dem 23. August 1944 in Rumänien verbliebenen deutschen Nachrichtennetze
- das Sammeln und Übermitteln von Informationen über die Rote Armee und die Stimmung im Land
- die Vorbereitung einer internen Revolte gegen die sowjetische Besatzung.

Cloos war hierbei Stellvertreter von Andreas Schmidt, der am 9. Februar 1945 mit dem Legionär Constantin Stoicănescu bei einem Flug von Oradea abgeschossen und gefangen genommen wurde. In dieser Zeit übernahm Cloos die organisatorische Führung der Deutschen in Rumänien, die sich den Widerstandsaktionen anschließen wollten und hielt Kontakt zu Legionären, die in Bukarest eine geheime Kommandozentrale betrieben. Bis März 1945 lebte Cloos in verschiedenen konspirativen Häusern und wurde schließlich in Bukarest festgenommen.
Nach seiner Verhaftung wurde Cloos in der Moskauer Lubjanka verhört und darauf zu 20 Jahren Haft im sowjetischen Arbeitslager Workuta verurteilt. 1955 kehrte er nach der Intervention Konrad Adenauers zur Freilassung der letzten deutschen Kriegsgefangenen des Zweiten Weltkriegs aus der Sowjetunion nach Rumänien zurück und wurde zunächst für etwa ein Jahr in Gherla in rumänisches Gewahrsam genommen.

### Einsatz als Securitate-Spitzel
Hier warb ihn die rumänische Geheimpolizei unter Decknamen wie Ion Lăzărescu, Gheorghe Mihailescu, Konrad oder Radovan als Mitarbeiter an. Am 1. April 1956 unterzeichnete Cloos eine handgeschriebene Verpflichtungserklärung als inoffizieller Mitarbeiter der Securitate und kam auf freien Fuß. Nach seiner Freilassung identifizierte er eine „große Zahl“ von Menschen, die er „konterrevolutionärer Aktivitäten“ verdächtigte. Als ehemaliger Häftling in einem sowjetischen Lager missbrauchte er bewusst das Vertrauen seiner Zielpersonen und versorgte den Geheimdienst mit allen für operative und repressive Aktionen erforderlichen Details. Für seine Tätigkeiten erhielt Cloos erhebliche Summen Geldes (in Rumänien zwischen 250 und 2000 Lei und in Deutschland in den ersten Jahren durchschnittlich 800 Mark pro Monat) und „Gefälligkeiten“, so bei seiner Verwicklung in illegale Geschäfte, bei denen sich die Securitate für ihn einsetzte.
In seiner Tätigkeit trug er Informationen über den evangelischen Pastor Konrad Möckel (1892–1965) aus Brașov (damals Orașul Stalin → Stalinstadt) zusammen, der in dem Schwarze-Kirche-Prozess 1958 als Führer einer Gruppe Beschuldigter verurteilt wurde. Zudem richtete er seine Spitzelarbeit gegen Andreas Birkner, der mit vier anderen deutschen Schriftstellern in dem Kronstädter Schriftstellerprozess angeklagt wurde und 1959 in Brasov zu 25 Jahren Zwangsarbeit verurteilt wurde. Cloos war zudem am Zusammentragen von kompromittierender Information zu Grete Loew beteiligt, einer Kollegin der Dichters Oskar Pastior, den die Securitate später in ihren Dienst drängte. Loew wurde 1959 verhaftet und zu sieben Jahren Gefängnis verurteilt.
Ab Juli 1960 schulte der Geheimdienst Cloos für eine Spitzeltätigkeit im Ausland, bei der er drei Hauptziele zu verfolgen hatte:
- die Bespitzelung und Beeinflussung der rumäniendeutschen Landsmannschaften in der Bundesrepublik
- die Durchsetzung eines bestimmten historischen Interpretationsmusters der Begebenheiten bis zum 23. August 1944, entsprechend der Deutung geschichtlicher Ereignisse aus der national-kommunistischen Perspektive der letzten Phase des Regimes von Gheorghe Gheorghiu-Dej sowie des nachfolgenden Regimes von Nicolae Ceaușescu
- die informative Überwachung und Beeinflussung von Tätigkeiten der im Exil lebenden Legionäre.

1961 siedelte er mit seiner Ehefrau, der Kindergärtnerin Gerda (* 1910, geborene Polony), und den Kindern Erika und Friedrich in die Bundesrepublik Deutschland um.
Cloos versorgte die Securitate mit Informationen zur Rolle der Organisation Gehlen respektive des Bundesnachrichtendiensts und der rumänischen Exil-Legionäre. Von 1965 bis 1985 war er Referent für Aussiedlerbetreuung und Aussiedlerfragen in der Führung der Landsmannschaft der Siebenbürger Sachsen in München tätig. Er nahm aktiv an der Vertriebenenpolitik und der sozialen Betreuung in der Landsmannschaft teil und engagierte sich für die agitatorisch ausgerichteten Bemühungen des Verbandes mit Blick auf die Beschleunigung der Auswanderung der Rumäniendeutschen. Hier betrieb er im Sinne seiner Auftraggeber Desinformation und versuchte, die Landsmannschaft zu einer kooperativen Haltung gegenüber dem kommunistischen Rumänien zu bringen. Seine Agententätigkeit dauerte bis zum 8. Juli 1987 und füllte bei der Auslandsspionageabteilung der Securitate zwei Dutzend Aktenordner.
Ab dem 30. Januar 1976 war er im Beirat des Vorstands der Sozialdemokratischen Partei Deutschlands in Flüchtlings- und Vertriebenenfragen aktiv, wodurch er der rumänischen Geheimpolizei die gewünschten Informationen liefern konnte, für die er finanzielle Zuwendungen erhielt. Hier wirkte er auf die Haltung der Partei zur Auswanderungspolitik ein und spielte bei der Diskussion um die Steuerung der Auswanderung und die von der Bundesrepublik zu zahlenden Kopfgelder beim Freikauf von Rumäniendeutschen seinen von der Securitate vorgesehenen Part.

### Arbeitsgemeinschaft für südostdeutsche Volks- und Heimatforschung
Aus den Akten der Securitate geht hervor, dass Cloos zunächst insbesondere in der westlichen Welt lebende „alte Kameraden […] nachrichtendienstlich abschöpfen, beeinflussen und als Multiplikatoren für die von der Bukarester Desinformationsabteilung entworfenen Gerüchte und falschen Nachrichten benutzen“ sollte. Zur Verwirklichung dieses Ziels gründete Cloos 1965 als Tarnorganisation zusammen mit ehemaligen Amtswaltern der „Volksgruppenführung“ die Arbeitsgemeinschaft für südostdeutsche Volks- und Heimatforschung mit Sitz in Bad Tölz, die auf ihren Tagungen außer dem geselligen Beisammensein mit alten Kameraden eine geschichtsrevisionistische Sicht der eigenen NS-Verstrickung pflegte. Zur Verschleierung seiner geheimdienstlichen Tätigkeit wurden diese Personen von Cloos in die Organisation eingebunden, wodurch er „leichter öffentlich agieren“ konnte. Dank seines Arbeitskreises sei es Cloos gelungen, seine Beziehungen zu den Führungsgremien der sächsischen und schwäbischen Landsmannschaft aufzubauen.
Das einzige umfangreichere editorische Produkt der Gemeinschaft war Cloos' Buch (mit seinem Schwager Karl M. Reinerth): Zur Geschichte der Deutschen in Rumänien 1935–1945. Beiträge und Berichte. Verlag der Arbeitsgemeinschaft für Südostdeutsche Volks- und Heimatforschung, Bad Tölz 1988. In dem Buch machten die Autoren viele ungereimte Behauptungen und vermeintliche Klarstellungen über die historische Entwicklung der Deutschen Volksgruppe in Rumänien.

## Rezeption
Die Historiker Johann Böhm und Klaus Popa fassten 2014 zusammen: „Es gelang Cloos sich in die Belange der Deutschen aus Rumänien einzumischen, indem er die von der rumänischen Geheimpolizei erhaltene Aufgabe bezüglich der Beeinflussung der historischen und kulturellen Publizistik der Landsmannschaftspresse der Siebenbürger Sachsen betrieb. Cloos musste dauernd taktieren zwischen dem, was er eigentlich wollte und tun musste, und dem, was er der rumänischen Geheimpolizei melden musste, ohne sich zu enttarnen. Mit Hilfe der Landsmannschaftspresse gelang es Cloos immer wieder, Gegner, die seine und seiner Kameraden unrühmliche Rollen während der Nazi-Zeit publik machten, als Nestbeschmutzer, Volksschädlinge und Brunnenvergifter abzustempeln. Cloos fiel es schwer, sich zu zügeln, weil manische Rechthaberei ein prägendes Merkmal des Nazi-Typus ist. Der Mechanismus dieses Typus läuft darauf hinaus, immer etwas radikaler zu sein als der „konventionelle“ Konservative. Als graue Eminenz der Landsmannschaftsführung der Siebenbürger Sachsen in München und deren Organ formulierte Cloos und sein Mitstreiter Karl M. Reinerth publizistische Angriffe gegen Andersdenkende sehr scharf, trug sie brüsk vor und verteufelte sie häufig ungebremst.“
Der banatschwäbische Schriftsteller Hans Wolfram Hockl gilt als einer der vehementesten Kritiker der Cloos'schen Arbeitsgemeinschaft. 1975 nahm er an einer Sitzung der Arbeitsgemeinschaft teil, wonach er die Gründungsmitglieder heftig kritisierte: „Die Volksgruppenführung (VG) von damals und die Arbeitsgemeinschaft (AG) von Cloos von heute, verfilzt miteinander durch Kameradschaft und Verwandtschaft, agiert damals und auch heute unter dem Schein der Offizialität und der Legalität, nur geschah dies damals im NS-Unrechtsstaat, heute passiert es im Rechtsstaat. Damals wie heute werden Andersmeinende  und Gegner erledigt, alte Kameraden hingegen geschont und geschönt. So rücken sich Führer und Forscher, in einigen Fällen ohnehin identisch, gegenseitig mitsamt der „Idee“ in ein untadeliges Licht. Als einer der ärgsten Verstöße gegen ihre totalitäre Meinungsmache gilt ihnen nach wie vor die sogenannte Disziplinlosigkeit. Disziplin, das heißt in ihrem Sinn ihre Ordnung, der man sich zu unterwerfen hat, heißt, dass der Untertan sich fügt, alle Befehle befolgt, sie in allen Belangen als die höchste Autorität anerkennt. Wer gegen diese totalitäre Macht auftritt, ist ein Putschist, ein Rebell, schädigt die Gemeinschaft, Volk und Heimat. Das sind die geheiligten Bezirke, die dürfen nur von ihnen, den zu immerwährender Obrigkeit Berufenen, verwaltet werden. Volks- und Heimatforschung – ihre Kompetenz soll schon im Namen der AG liegen – kann alleinig von ihnen, den Wissensträgern, wie sie sich nennen, unter erschlichener Autorität betrieben werden, heute genau wie 1940–44. Wir können von Glück sagen, dass wir 1941, auf dem Gipfel des Nationalsozialismus, einige Rebellen hatten; sie gereichen dem Deutschtum in Rumänien die Ehre.“
In einem Nachruf in dem Organ der Landsmannschaft der Siebenbürger Sachsen, der Siebenbürger Zeitung, wurde Cloos 2004 von dem Siebenbürger Schriftsteller Hans Bergel für seine dauerhaften Verdienste bei der Verbreitung von Aspekten der jüngeren Geschichte und für seine Arbeit zur Wiedervereinigung getrennter Familien gelobt sowie für seine landsmannschaftlichen Verdienste gefeiert. Der Journalist William Totok sah in dem Text ein wiederholtes und bewusstes Unterschlagen der NS-Vergangenheit Cloos‘ wider besseres Wissen. Klaus Popa meinte dazu: „Der Versuch Bergels, Cloos als untypischen NS-Funktionär und Verbandsangehörigkeiten darzustellen, ist zu forciert, um einer geschichtsfaktischen Kritik standzuhalten. Cloos stellt ganz im Gegenteil die Spitze des rumäniendeutschen NS-Eisbergs dar, der sich ausnahmslos aus scham- und skrupellosen Karrieristen und Demagogen zusammensetzte.“